# 사영 가군
환론에서 사영 가군(射影加群, 영어: projective module)은 자유 가군을 직합으로 분해하였을 때의 한 성분으로 나타낼 수 있는 가군이다. 가군의 범주에서의 사영 대상이다.

## 정의
환 {\displaystyle R} 위의 왼쪽 가군 {\displaystyle P}에 대하여 다음 조건들이 서로 동치이며, 이를 만족시키는 가군을 사영 왼쪽 가군이라고 한다.
- 모든 짧은 완전열 {\displaystyle 0\to M\to N\to P\to 0}가 분할 완전열이다.
- {\displaystyle P\oplus Q}가 자유 가군인 왼쪽 가군 {\displaystyle Q}가 존재한다.
- 함자 {\displaystyle \hom(P,-)\colon R{\text{-Mod}}\to \operatorname {Ab} }가 완전 함자이다. 여기서 {\displaystyle \operatorname {Ab} }는 아벨 군들의 범주이다.
- 모든 가군 준동형 {\displaystyle f\colon P\to M} 및 전사 가군 준동형 {\displaystyle \pi \colon {\tilde {M}}\twoheadrightarrow M}에 대하여, {\displaystyle \pi \circ {\tilde {f}}=f}인 가군 준동형사상 {\displaystyle {\tilde {f}}\colon P\to {\tilde {M}}}이 존재한다. (그러나 이는 유일할 필요가 없다. 즉, 보편 성질이 아니다.)
{\displaystyle {\begin{matrix}&&P\\&{\scriptstyle \exists }\swarrow &\downarrow \\{\tilde {M}}&\to &M&\to &0\end{matrix}}}

마찬가지로, 오른쪽 가군에 대하여 사영 오른쪽 가군을 정의할 수 있다.

### 국소 자유 가군
가환환 {\displaystyle R} 위의 가군 {\displaystyle M}이 다음 조건을 만족시킨다면 점별 자유 가군(영어: pointwise free module)이라고 한다.
- 모든 소 아이디얼 {\displaystyle {\mathfrak {p}}\in \operatorname {Spec} R}에 대하여 {\displaystyle R_{\mathfrak {p}}\otimes _{R}M}은 {\displaystyle R_{\mathfrak {p}}}-자유 가군이다.

가환환 {\displaystyle R} 위의 가군 {\displaystyle M}이 다음 조건을 만족시킨다면 국소 자유 가군(영어: locally free module)이라고 한다.
- 모든 소 아이디얼 {\displaystyle {\mathfrak {p}}\in \operatorname {Spec} R}에 대하여, {\displaystyle R_{f}\otimes _{R}M}가 {\displaystyle R_{f}}-자유 가군이 되는 {\displaystyle f\in R\setminus {\mathfrak {p}}}가 존재한다.

이 개념들은 가군층에 대하여 일반화할 수 있다. 일반적으로, 환 달린 공간 {\displaystyle (X,{\mathcal {O}}_{X})} 위의 {\displaystyle {\mathcal {O}}_{X}}-가군층 {\displaystyle {\mathcal {F}}}가 다음 조건을 만족시킨다면, 점별 자유 가군층(영어: pointwise free sheaf of modules)이라고 한다.
- 모든 점 {\displaystyle x\in X}에 대하여 줄기 {\displaystyle {\mathcal {F}}_{x}}는 {\displaystyle {\mathcal {O}}_{X,x}}-자유 가군이다.

환 달린 공간 {\displaystyle (X,{\mathcal {O}}_{X})} 위의 {\displaystyle {\mathcal {O}}_{X}}-가군층 {\displaystyle {\mathcal {F}}}가 다음 조건을 만족시킨다면, 국소 자유 가군층(局所自由加群層, 영어: locally free sheaf of modules, 프랑스어: faisceau de modules localement libre)이라고 한다.:48, (5.4.1)
- 모든 점 {\displaystyle x\in X}에 대하여, {\displaystyle {\mathcal {F}}|_{U}\cong {\mathcal {O}}_{X}^{\oplus \kappa }|_{U}}가 되는 열린 근방 {\displaystyle U\ni x} 및 기수 {\displaystyle \kappa }가 존재한다.

### 국소 자유 가군층의 기하학적 정의
스킴 {\displaystyle Y} 위의, 계수 {\displaystyle n\in \mathbb {N} }의 대수적 벡터 다발(영어: algebraic vector bundle)은 다음과 같은 데이터로 주어진다.
- 스킴 {\displaystyle E}
- 스킴 사상 {\displaystyle \pi \colon E\to Y}
- 열린 덮개 {\displaystyle {\mathcal {U}}}
- 각 {\displaystyle U\in {\mathcal {U}}}에 대하여, 스킴 동형 사상 {\displaystyle i_{U}\colon f^{-1}(U)\to \mathbb {A} _{U}^{n}=\mathbb {A} _{\mathbb {Z} }^{n}\times U}

이 데이터는 다음 조건을 만족시켜야 한다.
- 임의의 {\displaystyle U,V\in {\mathcal {U}}} 및 임의의 아핀 열린집합 {\displaystyle \operatorname {Spec} R\hookrightarrow U\cap V}에 대하여, {\displaystyle i_{V}\circ i_{U}^{-1}\colon \mathbb {A} _{\operatorname {Spec} R}^{n}\to \mathbb {A} _{\operatorname {Spec} R}^{n}}는 어떤 {\displaystyle R}-선형 변환 {\displaystyle T_{U,V,R}\in \operatorname {Mat} (n,n;R)}에 의하여 유도된다.

{\displaystyle Y} 위의 대수적 벡터 다발의 동형 사상
{\displaystyle \phi \colon (E,\pi ,{\mathcal {U}},i)\to (E',\pi ,{\mathcal {U}}',i')}
은 다음과 같은 데이터로 주어진다.
- {\displaystyle Y}-스킴의 동형 사상 {\displaystyle \phi \colon E\to E'}

이는 다음 조건을 만족시켜야 한다.
- {\displaystyle (E,\pi ,{\mathcal {U}}\cup {\mathcal {U}}',(i,i'))}는 대수적 벡터 다발을 이룬다. 즉, 임의의 {\displaystyle U\in {\mathcal {U}}}, {\displaystyle U'\in {\mathcal {U}}'} 및 {\displaystyle \operatorname {Spec} R\hookrightarrow U\cap U'}에 대하여, {\displaystyle i_{U'}\circ i_{U}^{-1}\colon \mathbb {A} _{R}^{n}\to \mathbb {A} _{R}^{n}}는 어떤 {\displaystyle \operatorname {Mat} (n,n;R)}의 원소에 의하여 유도된다.

이 경우, 계수 {\displaystyle n}의 대수적 벡터 다발의 개념은 계수 {\displaystyle n}의 국소 자유 가군층의 개념과 동치이다.:128–129, Exercise Ⅱ.5.18 구체적으로, 대수적 벡터 다발 {\displaystyle \pi \colon E\to Y}에 대응되는 가군층은 다음과 같다.
{\displaystyle \Gamma (E,U)=\{s\colon U\to E\colon \pi \circ s=\operatorname {id} _{U}\}\qquad (U\in \operatorname {Open} (Y))}

## 성질

### 일반적 환의 경우
(비가환일 수 있는, 1을 갖는) 환 {\displaystyle R} 위의 왼쪽 가군 {\displaystyle _{R}M}에 대하여 다음과 같은 함의 관계가 성립한다.
자유 가군 ⊂ 사영 가군 ⊂ 평탄 가군 ⊂ 꼬임 없는 가군

### 가환환의 경우
국소 가환환이나 주 아이디얼 정역의 경우, 모든 사영 가군은 자유 가군이다.
가환환 위의 가군에 대하여 다음 함의 관계가 성립한다.
사영 가군 ⊂ 점별 자유 가군
국소 자유 가군 ⊂ 점별 자유 가군
가환환 위의 유한 생성 가군에 대하여 다음 두 조건이 서로 동치이다.
- 사영 가군이다.
- 국소 자유 가군이다.

세르-스완 정리에 따르면, 가환환 {\displaystyle R} 위의 유한 생성 사영 가군의 범주는 {\displaystyle \operatorname {Spec} (R)} 위의 유한 계수 국소 자유 가군층들의 범주와 동치이다.
가환환 위의 유한 표시 가군에 대하여 다음 두 조건이 서로 동치이다.
- 국소 자유 가군이다.
- 점별 자유 가군이다.
- 사영 가군이다.
- 평탄 가군이다.

특히, 뇌터 가환환 위의 모든 유한 생성 가군은 유한 표시 가군이므로, 이 경우 위 조건들이 서로 동치이게 된다.

### 계수
점별 자유 가군층 {\displaystyle {\mathcal {F}}}의 {\displaystyle x\in X}에서의 계수(영어: rank)는 {\displaystyle {\mathcal {O}}_{X,x}}-자유 가군 {\displaystyle {\mathcal {F}}_{x}}의 계수이며, 이는 함수
{\displaystyle \dim M\colon X\to \operatorname {Card} }
를 정의한다. (여기서 {\displaystyle \operatorname {Card} }는 모든 기수의 모임이다.)
{\displaystyle \operatorname {Card} }(의 충분히 큰 부분 집합)에 이산 위상을 부여하였을 때, 만약 {\displaystyle {\mathcal {F}}}가 국소 자유 가군층이라면 계수 함수 {\displaystyle \dim M\colon X\to \operatorname {Card} }는 (정의에 따라) 연속 함수이다.

## 예
{\displaystyle e\in R}가 멱등원이라고 하자 (즉, {\displaystyle e^{2}=e}를 만족시킨다고 하자). 그렇다면 {\displaystyle e}로부터 생성되는 왼쪽 아이디얼 {\displaystyle Re}는 {\displaystyle R}의 사영 왼쪽 가군이다.